# Зірки не гаснуть
Зірки не гаснуть (азерб. Ulduzlar sönmür) — радянський біографічний історичний фільм 1971 року, знятий на кіностудії Азербайджанфільм.

## Сюжет
Фільм складається з кількох новел, що відтворюють найяскравіші сторінки біографії першого Голови Раднаркому Азербайджану Нарімана Наріманова (1870—1925).

## У ролях
Володимир Самойлов — Наріман Наріманов
Євген Самойлов — Чичерін
Валеріан Виноградов — Миронов
Тенгіз Арчвадзе — Чингіз
Борис Мулаєв — Зараєв
Неллі Самушія — Гюльшум
Алмас Аскерова — Фатьма
Тетяна Волошина — Наташа
Енвер Велієв — Буньяд
Олег Хабалов — Чотай
Ісмаїл Османли — Тагієв
Аділь Іскендеров — Насіб Бек
Аждар Ібрагімов — Бегулов
Мухліс Джанізаде — Мустафа
Микола Михайлов — Чеменов
Надія Самойлова — Марія Федорівна
Микола Волков — Томпсон
Семен Соколовський — Мартінау
Ахмед Ахмедов — Ахмед
Агасадик Герабейлі — жандарм
Земфіра Садикова — Фіруза
Інга Будкевич — секретарка

## Знімальна група
Автори сценарію: Іса Гусейнов, Аждар Ібрагімов
Режисер-постановник: Аждар Ібрагімов, Мамед Алілі
Оператор-постановник: Олексій Темерін
Художник-постановник: Євген Черняєв
Композитор: Аріф Меліков